# Cleora diphasia
Cleora diphasia là một loài bướm đêm trong họ Geometridae.